# Ishme-Dagan I
Ishme-Dagan I (1781-1741 f.Kr.) var en assyrisk härskare omkring 1770 f.Kr. Son till Shamshi-Adad I.